# Stelis retroversa
Stelis retroversa är en orkidéart som beskrevs av O.Duque. Stelis retroversa ingår i släktet Stelis och familjen orkidéer. Inga underarter finns listade i Catalogue of Life.